# Al-Hassà
Al-Ahsà, al-Hassà, al-Ahsa, el-Hasa, el-Ahsa o Hajar (àrab: الأحساء, al-Aḥsāʾ, pronunciat localment al-Ḥasāʾ) és una regió oriental de l'Aràbia Saudita, nom que prové d'un grup d'oasis homònims. La regió fou coneguda anteriorment com a Bahrayn, nom que després va quedar limitat a les illes Bahrain,i s'anomenà d'al-Hasà fins al 1952. L'any 2018 fou declarat Patrimoni de la Humanitat per la UNESCO.

## Oasis
Del grup d'oasis la capital és al-Hufuf, a uns 65 km de la costa. El cultiu principal són els dàtils ruzays de la varietat khulas (se'n cultiven, però, 70 varietats diferents). L'oasi donà nom a la regió (segle xiv-1914) i després a la província d'al-Hasa de l'Aràbia Saudita (1914-1952) i a la governació d'al-Ahsa (subdivisió de la província oriental). Des de 1952 formà part de la província Oriental (Aix-Xarqiyya).
L'oasi, un dels més grans del món i el més gran de l'Aràbia Saudita amb més de tres milions de palmeres i 12000 hectàrees, forma una "L" amb 180 km de zona fèrtil i palmerars. L'aigua s'obté de pous artesians (uns 60). Al-Hafuf és a la punta nord al grup de pobles anomenat al-Shuruk. La banda vertical de la "L" té uns 25 km de llarg nord-sud, i la banda horitzontal uns 18 km. Al-Hufuf està unida avui dia a la veïna al-Mubarraz (centre a 1,5 km al nord). El nombre de pobles del conjunt és d'uns 50. La població està repartida entre sunnites (de les escoles hanbalita i maliquita) i xiïtes duodecimans i aquests darrers quasi no viuen en cap altre lloc de l'Aràbia Saudita.

## Història
L'oasi podria ser la clàssica Attena però les fonts clàssiques no són prou clares. Ja en temps de Mahoma era conegut com al-Hasa o el-Ahsa, però la regió en conjunt era coneguda com a Bahrayn. Després del 899 va quedar en mans dels càrmates. En aquest temps la capital regional era al-Hadjar.
Abu-Saïd al-Jannabí va fundar l'estat càrmata el 899 i va dominar Katif amenaçant la capital Hajar; des d'allí va avançar cap a Bàssora; l'abril del 900 el califa va nomenar governador de Yamana i Bahrayn a Abbas ben Amir al-Ghanawi i el va enviar a la zona amb dos mil homes. Abu-Saïd el va enfrontar a la zona de les maresmes salades a dos dies de marxa de Katif i el governador, abandonat per les seves tropes beduïnes, fou derrotat i fet presoner (juliol del 900) però després alliberat. Abu-Saïd va ocupar llavors Hadjar, que fou reconquerida probablement l'any següent (901) pel nou governador abbàssida, mentre Abu-Saïd s'acostava a Bàssora, però es va retirar en arribar a les seves portes. El governador abbàssida Ibn Banu va informar que havia derrotat i matat a un parent d'Abu-Saïd que havia estat designat com a successor (potser Hasan ibn Sanbar), el qual vivia a Katif, ciutat que havia conquerit la ciutat, però poc després, el 904, Abu-Saïd, després d'un setge (903-904) va ocupar altre cop Hadjar després d'obligar a la ciutat a rendir-se tallant el subministrament d'aigua; Hadjar va quedar parcialment destruïda, però va romandre la capital provincial oficial tot i que Abu-Saïd va residir a un palau que va construir a al-Hasa. Després del 905 Abu-Saïd va enviar freqüents incursions a la regió de Bàssora; va dominar la Yamama (Aràbia Central) i va arribar fins a Oman.
Fou assassinat per un esclau el 913 i el va succeir el seu fill Saïd ibn Abu-Saïd al front d'un consell de notables; per un temps es van restablir bones relacions amb el califat.
Vers el 918 el califa fatimita va fer deposar Saïd, i suposadament va investir al seu germà petit Abu Tahir Sulayman ibn Abi Said al-Hasan al-Djannabi, però com que aquest només tenia uns 11 anys, el fet resta obscur. El 920 es van trencar les relacions amb els abbàssides a causa d'un atac càrmata a Bàssora en suport d'una revolta fatimita. El 923 Abu Tahir Sulayman apareix per primer cop quan va dirigir un nou atac a Bàssora que va controlar 17 dies i després va començar a atacar caravanes de peregrins a la Meca i Abu Tahir va exigir la cessió de Bàssora i Ahwaz entre d'altres. Rebutjades aquests demandes va seguir atacant els peregrins.
El 926 va fundar una fortalesa a al-Hasa que va anomenar al-Muminiyya (nom que no va arrelar). El 927 va saquejar Kufa, però fou derrotat per Yússuf ibn Abi-s-Saj a la batalla d'Harura (7 de desembre del 927); el 928 va derrotar un exèrcit del califa dirigit també per Yússuf ibn Abi-s-Saj, que va morir en la lluita (febrer del 928). Llavors va fer una expedició fins al-Anbar, i va amenaçar Bagdad (fou rebutjat per un exèrcit del califa) però va arribar al nord fins a al-Rahba, Karkisiyya i Rakka on va recaptar impostos i alguns dels seus lloctinents fins a Nisibin, Sindjar i Ras al-Ayn.
L'11 de gener del 930 es va presentar a la Meca amb un exèrcit on va matar molts peregrins a la mesquita, va saquejar la ciutat durant una setmana i es va emportar la Pedra Negra. El mateix any va conquerir Oman. El 931 va entrar a l'Iraq i va saquejar Kufa durant 25 dies. Fou en aquest temps quan Ubayd Allah al-Mahdi, un impostor d'origen persa, es va fer reconèixer com a cap del moviment fatimita universal i fou acceptat fins i tot pel mateix Abu Tahir que es va considerar el seu agent a la regió de Bahrayn (el 931 però alguns ho remunten al 929). Finalment Abu Tahir va fer matar l'impostor el 932.
Va continuar fent atacs contra els peregrins. El 939 amb una mediació, va autoritzar reprendre el pelegrinatge a canvi d'un tribut del califa per despeses de protecció, que Abu Tahir recaptaria entre els mateixos peregrins. Això no va impedir altres expedicions sobretot al baix Iraq. Va morir de verola quan tenia 38 anys, el 943/944, i el va succeir el seu germà Ahmad.
La dinastia dels djannabites va durar fins al 977. Després es va establir un govern republicà en el qual els notables djannabites eren elements destacats. En aquest temps el poeta persa Nasir-i-Khusraw va visitar la ciutat i la va descriure; sembla que la població era de 110.000 habitants el que la feia una de les 10 ciutats més grans del món.
El 1077 o 1078 el govern càrmata fou eliminat per una dinastia originada a al-Hasa, els uyúnides, família sorgida de la tribu Abd-al-Qays, que tenien el suport dels seljúcides. Els uyúnides van dominar la regió de Bahrayn i van tenir capital a al-Katif.
Els uyúnides van quedar debilitats per la revolta dels Amir de Rabia, i van ser substituïts pels kaysàrides o Banu Kaysar de Djazirat Kays, a la part oriental del golf Pèrsic. El 1235 les illes i al-Katif foren ocupats pels salghúrides de Fars però el 1253 es van fer el poder a la regió els usfúrides, un clan dels Amir de Rabia.
Al cap d'un temps els Tibis, prínceps mercaders de Djazirat Kays va restablir el control de la regió però la seva supremacia fou substituïda per l'eclosió del Regne d'Ormuz més a l'est. El rei d'Ormuz Tahamtan II va annexionar Djazirat Kays vers 1330 i al mateix temps Bahrayn. Al cap de 15 anys Turanshah d'Ormuz va visitar les illes Bahrain on es parla per primer cop de Manama. A partir d'aquest moment generalment el nom de Bahrayn es va aplicar només a les illes. Els 1383 els usfúrides foren substituïts pels jarwànides.
A mitjans del segle xv (vers 1440) els Amir de Rabia van originar la dinastia local dels djabrites iniciada per Adjwad ibn Zamil, que es va estendre a les illes del golf Pèrsic, i va afavorir els malikites contra els xiïtes. Els djabrites van dominar al-Hasa, Katif, i les illes Bahrain i Kays, i fins i tot part del Najd oriental.
Els portuguesos van arribar a la regió d'al-Hasa el 1514 i al cap d'uns anys se'n van apoderar en part amb l'ajut d'Ormuz, enderrocant a Mukrin, oncle d'Adjwad ibn Zamil que va morir en combat a les illes Awal (avui a Bahrain). Els djabrites van conservar el poder a la regió continental però els otomans, amb els seus aliats els beduïns Banu l-Muntafik (que el 1521 es van apoderar de la regió) van establir guarnicions a al-Hassà i Katif el 1550. Es va crear l'eyalat de Lahsa
Una dinastia local de governador va tenir el control del govern de finals del segle xvi a 1663/1664. El 1670 la tribu beduïna dels Banu Khalid d'al-Hassà va expulsar els otomans. La seva capital es va establir a al-Mubarraz a 2 km al nord
Els wahhabites volien dominar l'oasi d'al-Hassà que es va sotmetre el 1794; van ocupar llavors Katif el 1795. El 1819 l'estat wahhabita fou derrotat pels egipcis; les forces egípcies van ocupar al-Hassà (1819-1825). Entre 1825 i el 1830 la van dominar els Banu Khalid (restaurats com a governants locals de la regió pels egipcis-otomans) però els van disputar els wahhabites. El 1830 els wahhabites la van dominar finalment, però la van haver d'evacuar davant els egipcis el 1839 i els otomans i Banu Khalid tornaren a dominar la regió, però de forma breu, ja que el 1840 els wahhabites van tornar a la zona.
L'Imperi Otomà va enviar una expedició (1871) que va entrar a al-Hassà el 1872, i es va establir el govern directe otomà, inicialment sota dependència del wilayat de Bagdad i el 1875 com a sandjak del wilayat de Bàssora. La capital fou al-Hassà on residia el mutasarrif. Les tribus dels Banu Khalid i els Udjman van fer difícil el domini otomà amb incursions als pobles i atacs a la vies comercials.
El 1913 la regió fou conquerida i annexionada pels wahhabites al seu domini del Najd. La frontera amb l'emirat de Kuwait, protectorat britànic, fou establerta en el protocol d'Ukayr del 1923; l'acord d'Ukayr també va comportar la concessió del petroli feta pel rei saudita Ibn Saud a Frank Holmes (coneguda com The Hasa Concession) entre al-Dhana a l'oest i el golf Pèrsic a l'est i entre Iraq i Kuwait al nord i Qatar al sud. La regió fou coneguda com a província d'al-Hassà. El 1952 la capital provincial fou traslladada d'al-Hassà a Dammam i la província es va anomenar Província Oriental. L'emirat d'al-Hassà exerceix jurisdicció únicament sobre l'oasi.
El 1938 es va descobrir abundant petroli a la rodalia de Dammam, i això va causar la ràpida modernització de la regió. Després del 1960 la producció ja era d'un milió de barrils al dia.

## Llista de governants
- Als wahhabites del Najd 1795-1813
  - Nadjim ibn Duhaynim 1795-1798
  - Sulayman ibn Muhammad 1798-1804
  - Ibrahim ibn Ufaysan 1804-1809
  - Abdallah ibn Ufaysan 1809-1810
  - Fahd ibn Sulayman ibn Ufaysan 1810-1812
  - Altres governadors 1812-1819
- Ocupació egípcia (al servei de l'Imperi Otomà) 1819-1825
  - Madjid 1818 (una part)
  - Muhammad III (una part) 1818-1819
  - Mehmed Agha (a Hufhuf) 1819-1823
  - Halil Agha (a Katif) 1819
  - Musrif (a Katif) 1819- vers 1823 o 1825
- Banu Khalid 1825-1830
  - Madjid vers 1823 o 1823-1830 (segona vegada) amb Muhammad III com associat
  - Muhammad III (sol) 1830
- Wahhabites 
  - Umar ibn Muhammad 1830-1838
  - Abdallah ibn Ghanim (a Katif) 1830-1839
- Als egipcis
  - Mehmed Efendi I (a al-Hufuf) 1839
  - Mehmed Efendi II (a al-Hufuf) 1839-1840
- Wahhabites
  - Hamad ibn Mubarak 1840-1841
  - Musa al-Hamli
  - Umar ibn Muhammad (segona vegada) 1842
  - Fahd ibn Abdallah 1842
  - Bilal ibn Salim al-Harq 1842-1843
  - Abdallah ibn Muhammad al-Mutayri 1843-1844
  - Ahmad ibn Muhammad as-Sudayri 1844-1853
  - Muhammad ibn Ahmad 1853-1857
  - Ahmad ibn Muhammad as-Sudayri (segona vegada) 1857-1861
  - Muhammad ibn Ahmad (segona vegada) 1861-1870
  - Nasir ibn Djabir al-Khalidi 1870-1871
- Mutasarrifs otomans 
  - Fariq Pasha 1871-1872
  - Nafiz Pasha 1873
  - Mehmed Pasha 1873-1874
  - Faiz Pasha 1874
  - Bazib Arayar al-Khalidi Pasha 1874-1875
  - Mazyad Pasha 1875-1876
  - Said Bey 1876-1877
  - Said Pasha 1877-1879
  - Said Bey (segona vegada) 1879-1880
  - Abd al-Ghani Pasha 1880-1881
  - Said Pasha (segona vegada) 1881-1885
  - Nazih Pasha 1885-1886
  - Mehmed Salih Pasha 1886-1887
  - Rafaat Pasha 1887-1890
  - Akif Bey 1890-1891
  - Said Pasha (tercera vegada) 1891-1894
  - Ibrahim Pasha 1894-1896
  - Said Pasha (quarta vegada) 1896-1900
  - Tewfik Bey (interí) 1900-1901
  - Saiyid Talib Bey Annaqib 1902-1905
  - Mahmud Maher Effendi 1905
  - Najib Pasha 1905-1907
  - Reshid Pasha 1907-1908
  - Mumtaz Efendi 1908
  - Mahmud Mahir Bey 1908-1909
  - Arif Bey 1909
  - Ail Suad Bey 1909-1911
  - Nedim Bey 1911-1912
  - Abbas Hilmi Bey 1912-1913
  - Abdul Aziz (Ibn Saud) 1913-1914 (1935), mort 1953

## Llista d'emirs d'Al-Hassà
- Saud ibn Abd Allah ibn Djalawi Al Saud 1935-1966
- Abdul Muhsin ibn Abd Allah ibn Djalawi Al Saud 1966-1985
- Muhammad ibn Fahd ibn Abd Allah ibn Djalawi Al Saud 1985-1996
- Badr ibn Muhammad ibn Abd Allah ibn Djalawi Al Saud 1997-